# Dioctria clavifrons
Dioctria clavifrons là một loài ruồi trong họ Asilidae. Dioctria clavifrons được Enderlein miêu tả năm 1934. Loài này phân bố ở vùng Cổ Bắc giới.